# Stadion Grunwaldu Ruda Śląska
Stadion Grunwaldu Ruda Śląska – stadion piłkarski w Rudzie Śląskiej-Halembie, w Polsce. Obiekt może pomieścić około 3000 widzów, z czego 528 miejsc jest siedzących. Swoje spotkania na stadionie rozgrywają piłkarze klubu Grunwald Ruda Śląska. Obiekt gościł rozgrywki II ligi w sezonach 1998/99 i 1999/00 z udziałem tego zespołu.
W sezonie 1997/98 rozgrywek III ligi drużyna z Halemby zajęła pierwsze miejsce w swojej grupie, co promowało ją do barażu o awans do II ligi. Przeciwnikiem w walce o awans był Polar Wrocław. W pierwszym meczu we Wrocławiu Grunwald wygrał 2:1. W rewanżu na stadionie w Halembie (przy obecności 5000 widzów) do 86. minuty Grunwald prowadził 1:0, jednak goście w końcowych fragmentach zdobyli dwie bramki doprowadzając do dogrywki. W 120. minucie dogrywki Janusz Slatinschek zdobył gola na wagę historycznego awansu dla ekipy z Rudy Śląskiej. Pierwsze spotkanie w II lidze piłkarze Grunwaldu rozegrali w sobotę 25 lipca 1998 roku na własnym stadionie z Naprzodem Rydułtowy (2:1). Ogółem w pierwszym sezonie na drugim szczeblu rozgrywek ligowych Grunwald zajął 8. lokatę (na 14 zespołów) w tabeli grupy zachodniej II ligi z dorobkiem 11 zwycięstw, 4 remisów i 11 porażek (bramki 40:44). W kolejnym sezonie zreformowano rozgrywki II ligi, tworząc jedną grupę ogólnokrajową z udziałem 24 ekip. Grunwald zajął tym razem 19. miejsce w tabeli (13 zwycięstw, 9 remisów i 24 przegrane, bramki 54:68), co skutkowało spadkiem do III ligi.